# Lítačka
Lítačka（捷克語發音：[ˈliːtatʃka]）是捷克共和國首都布拉格的非接觸式智能卡。該卡於2016年引入，可用於所有布拉格綜合交通系統（布拉格地鐵、電車、巴士、纜索鐵路及渡輪）。同時也作為市立圖書館和國家科技圖書館的圖書卡並有許多折扣。
卡名由布拉格市民投票選出，52.56%的人選擇了「Lítačka」的名稱。
2016年初，Lítačka開始引入以取代2008年引入時已經極具爭議的開放卡的替代品。開放卡自2016年起停售，並自2020年2月起停止有效。

## 外部連結
- Official website （页面存档备份，存于） （英語）